# Estación de Muri
La estación de Muri es una estación ferroviaria de la comuna suiza de Boswil, en el Cantón de Argovia.

## Historia y situación
La estación de Muri fue inaugurada en el año 1875 con la puesta en servicio del tramo Wohlen - Muri del Aargauische Südbahn Ruppeswil - Immensee por parte del NOB en colaboración con el Schweizerische Centralbahn (SCB). En 1881 se inauguró el tramo Muri - Rotkreuz. En 1902 ambas compañías pasarían a ser absorbidas por SBB-CFF-FFS.
Se encuentra ubicada en la zona norte del núcleo urbano de Muri. Cuenta con un andén central al que acceden dos vías pasantes, a las que hay que sumar otras dos vías pasantes, una vía topera y un culatón.
En términos ferroviarios, la estación se sitúa en la línea Rupperswil - Immensee, también conocida como el Aargauische Südbahn. Sus dependencias ferroviarias colaterales son la estación de Boswil-Bünzen hacia Rupperswil y la estación de Benzenschwil en dirección a Immensee.

## Servicios ferroviarios
Los servicios ferroviarios de esta estación están prestados por SBB-CFF-FFS:

### S-Bahn Argovia
En la estación efectúan parada trenes de una línea de la red S-Bahn Argovia:
- S 26 Aarau/Lenzburg – Wohlen – Muri – Rotkreuz